# Diplosaurus
Diplosaurus — вимерлий рід гоніофолідід мезоевкрокодилових. Скам'янілості були знайдені на заході Сполучених Штатів і мають вік від пізньої юри до ранньої крейди. Рід був вперше названий і описаний у статті, написаній у 1877 році Отніелем Чарльзом Маршем.

## Відкриття та етимологія
Родова назва, що походить від грецького διπλόος, diploos, «подвійний», ймовірно, відноситься до «двоввігнутих хребців», які Марш згадує як відмітну рису порівняно з сучасними формами. Типовим видом є Diplosaurus felix. Вид був названий на основі сильно ерозованого даху черепа та кількох посткраніальних елементів, включаючи часткову плечову кістку, хоча скам’янілості ще належним чином не діагностовано. Скам’янілості були зібрані того ж року Бенджаміном Франкліном Маджем та іншими під час Єльської експедиції до Моррісона, штат Колорадо, одного з перших місць битви з динозаврами під час змагання Отніеля Марша з Едвардом Дрінкером Коупом. У 1890 році Карл Альфред фон Ціттель повторно поєднав це з Goniopholis у Goniopholis felix, але сьогодні це, як правило, відкидається.
Поряд з D. felix (іноді з помилковим написанням D. felise), другий вид Diplosaurus був створений у 1877 році Маршем після того, як він рекомбінував Hyposaurus vebbii, названий Едвардом Дрінкером Коупом у 1874 році, з Diplosaurus у нову комбінацію, Diplosaurus vebbii. Коуп назвав вид на основі хребця, зібраного канзаським залізничником і політиком Вільямом К. Веббом у 1871 році, хоча скам'янілість була втрачена. Про скам'янілість навіть писали в газеті Harpers Monthly і описували його як крокодила довжиною від 2,4 до 3,0 м. D. nanus був названий Маршем у 1895 році на основі правої плечової кістки, але зараз вважається nomen dubium. Плечова кістка була зібрана Маршем раніше в 1870 році в старих відкладеннях формації Санденс в басейні Грін-Рівер, штат Юта.